# اعتصابات سه روزه آذر ۱۴۰۱ ایران
اعتصابات سه روزه آذر ۱۴۰۱ ایران در بحبوحه خیزش سراسری انجام شد. به دنبال انتشار فراخوان‌های مختلف برای اعتصاب در روزهای ۱۴، ۱۵، و ۱۶ آذر ماه، بازاریان و کسبه در ده‌ها شهر ایران مغازه‌های خود را تعطیل کردند. با حمایت آنها از اعتراضات سراسری ایران، شهرها به حالت تعطیل درآمد.
همزمان اعتصاب‌های پراکنده و متعددی هم در مراکز تولیدی و خدماتی در مناطق مختلف ایران در جریان بود. به‌رغم تهدید، احضار و دستگیری فعالان صنفی و امنیتی‌تر شدن فضای مراکز تولیدی و خدماتی، و نیز دشوارتر شدن ارسال تصویر و گزارش از اعتصاب‌ها، در جریان اعتصاب ۳ روزه، خبرهایی از مراکزی متعدد امکان انتشار یافت. همچنین در اعتصاب ۳ روزه ۳۰ تا ۴۰ درصد مطب‌های پزشکان و سایر کادر پزشکی در اعتصاب بودند.

## ۱۴ آذر
بازاریان ایران در شهرهای متعدد در پاسخ به فراخوان اعتصابات سراسری مغازه‌های خود را تعطیل کردند. کسبه و بازاریان در چندین شهر در مناطق مختلف ایران از جمله تهران پایتخت کشور، دست به اعتصاب زدند.
دوشنبه ۱۴ آذر کارگران کارخانه سیمان سپاهان اصفهان، کارکنان آلومینیوم المهدی بندرعباس، کارکنان مجتمع پتروشیمی کردستان واقع در سنندج، پیمانکاران و پرسنل پروژه ساخت منازل مسکونی پرسنل ارتش در کرمانشاه اعتصاب کردند. اعتصاب کارگران شرکت پایانه‌ها و مخازن پتروشیمی ماهشهر ادامه یافت. اعتصاب کامیون‌داران که از ۵ آذر در برخی مناطق آغاز شده بود، ۱۴ آذر نیز ادامه یافت.

### ۱۵ آذر
بر اساس گزارش شبکه‌های مختلف اجتماعی مغازه‌داران و کسبه برخی مناطق پایتخت و نیز بازارهای یزد، رشت، شهرکرد، دیزل‌آباد کرمانشاه، ایلام، اشنویه، قزوین، کرمان، پاوه، دهگلان، بازارچه مرزی نوبندیان چابهار در اعتصاب سراسری شرکت کردند.
بازاریان و کسبه در ده‌ها شهر ایران از صبح ۱۵ آذر مغازه‌های خود را در حالت تعطیل نگه داشتند و به فراخوان‌های هماهنگ سه روزه اعتصابات سراسری پاسخ مثبت دادند.
بر اساس تصاویر و ویدئوهای منتشر شده، روی کرکره مغازه‌های بسته و تعطیل شده در اصفهان شعارهایی مانند «مرگ بر وطن‌فروش»، «مرگ بر کاسب قاتل» و همراه با هشتگ «تحت نظر» نوشته شده‌است. دادستان پاوه نیز خودش اقدام به پلمپ مغازه‌های تعطیل کرده است. همزمان سازمان حقوق بشری هه‌نگاو اعلام کرد که اداره اماکن در ایلام نیز به واحدهای صنفی بازاریان پلمب زده‌است.
سه شنبه ۱۵ آذر اعتصاب کارگران سیمان سپاهان و پتروشیمی کردستان برای دومین روز ادامه یافت. ۶۰۰ نفر از کارگران پیمانی پتروشیمی چوار و ۴۵۰۰ کارگر پالایشگاه آبادان به عدم اجرای طبقه‌بندی مشاغل اعتراض کردند. خبر اعتراض کارگران روغن نباتی نرگس شیراز و داروگر تهران به تعویق حقوق و حق بیمه، رکود تولید و نداشتن امنیت شغلی نیز ۱۵ آذر به رسانه‌ها راه یافت. اعتصاب کامیون‌داران که از ۵ آذر آغاز شده نیز ادامه یافت.

### ۱۶ آذر
این سومین روزی بود که در بسیاری از شهرهای ایران شمار زیادی از بازاریان و مغازه‌داران با استقبال از فراخوان اعتصاب و اعتراض سراسری سه روزه، کسب و کار خود را تعطیل کردند. همچنین اعتصاب کارگران سیمان سپاهان اصفهان، کامیونداران و رانندگان کامیون نیز ادامه پیدا کرد.